# Okiritoto Falls
Die Okiritoto Falls sind ein Wasserfall in der Region Auckland auf der Nordinsel Neuseelands. Nordöstlich von Muriwai Beach liegt er im Lauf des Okiritoto Stream, der einige Kilometer hinter dem Wasserfall in westlicher Fließrichtung in die Tasmansee mündet. Seine Fallhöhe beträgt etwa 8 Meter. Stromabwärts befinden sich in unmittelbarer Umgebung die Toroanui Falls.